# Стайковский сельсовет (Могилёвская область)
Ста́йковский сельсовет — административная единица на территории Кировского района Могилёвской области Беларуси. Административный центр - агрогородок Стайки.

## Инфраструктура
На территории сельсовета расположены: СПК «Колхоз «Свердлово» и РУП «Чигиринка», 2 фермерских хозяйства, Чигиринское лесничество, Чигиринская ГЭС.

## Состав
Включает 16 населённых пунктов:
- Веленка — деревня.
- Галыновка — деревня.
- Гоголь — деревня.
- Дубцы — деревня.
- Зелёная Роща — деревня.
- Колбово — деревня.
- Немки — деревня.
- Подлипки — деревня.
- Подлужье — деревня.
- Подсёлы — деревня.
- Прибор — деревня.
- Селиба — деревня.
- Стайки — агрогородок.
- Черебомир — деревня.
- Чигиринка — деревня.
- Шмаки — деревня.

## Культура
- Историко-краеведческий музей в ГУО «Чигиринская средняя школа» в деревне Чигиринка
- Ежегодный региональный фестиваль "Сенофест" в деревне Чигиринка